# Portugiesische Badmintonmeisterschaft 1974
Die Portugiesische Badmintonmeisterschaft 1974 fand im Mai 1974 statt. Es war die 17. Austragung der nationalen Titelkämpfe in Portugal.

## Finalergebnisse
| Disziplin    | Sieger                      | Finalist                  | Ergebnis           |
| ------------ | --------------------------- | ------------------------- | ------------------ |
| Herreneinzel | José Bento                  | Luis Quinaz               | 17-13, 13-15, 15-5 |
| Dameneinzel  | Isabel Rocha                | Margarida Cruz            | 11-2, 11-0         |
| Herrendoppel | José Bento Marques da Costa | Luis Quinaz José Azevedo  | 15-9, 12-15, 18-15 |
| Damendoppel  | Margarida Cruz Isabel Cruz  | Isabel Rocha Helena Sousa | 18-17, 4-15, 15-11 |
| Mixed        | José Bento Isabel Rocha     | João Brás Margarida Cruz  | 15-10, 15-13       |